# St. Remigius (Schleching)

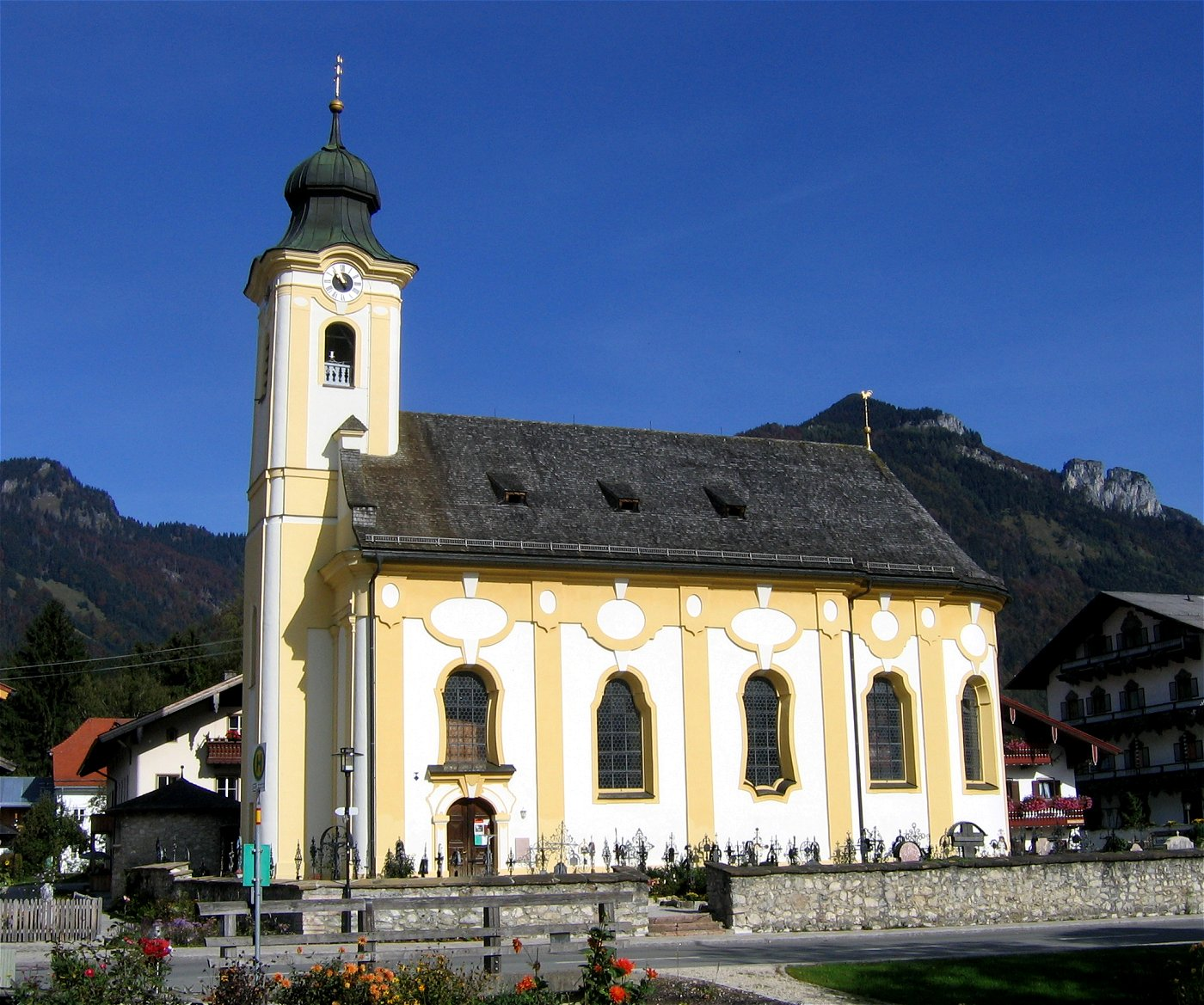
St. Remigius in Schleching

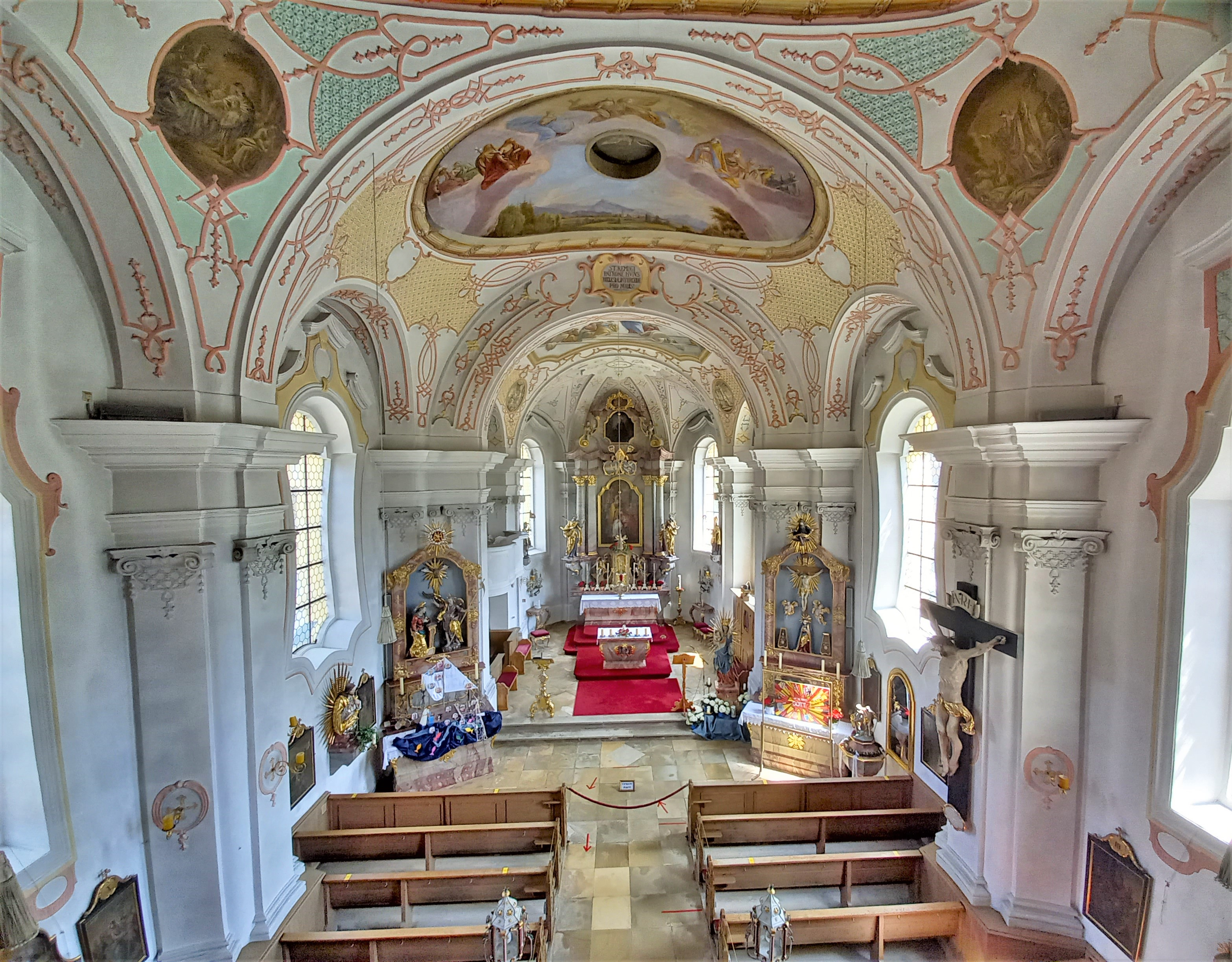
Innenansicht

Die römisch-katholische Pfarrkirche St. Remigius steht in der Gemeinde Schleching im oberbayerischen Landkreis Traunstein. Sie ist in der Liste der Baudenkmäler in Schleching als Baudenkmal unter der Nr. D-1-89-141-3 eingetragen. Die Kirche gehört zum Dekanat Traunstein im Erzbistum München und Freising.

## Beschreibung
Die spätbarocke Wandpfeilerkirche zu drei Jochen wurde 1735–1739 nach einem Entwurf von Abraham Millauer anstelle eines Vorgängerbaus errichtet. Sie besteht aus dem Langhaus, dem eingezogenen, halbrund geschlossenen Chor im Osten, der Sakristei mit einem Oratorium im Obergeschoss an der Nordwand des Chors und dem halb in das Langhaus eingestellten Kirchturm im Westen. Das oberste Geschoss des mit einer Welschen Haube abgeschlossenen Turms enthält die Turmuhr und den Glockenstuhl.
Die Fresken im Innenraum hat 1845 Josef Rattensperger eingebracht. Der 1738 gebaute Hochaltar wird von den Skulpturen des Simon Petrus und des Paulus von Tarsus flankiert.

## Orgel

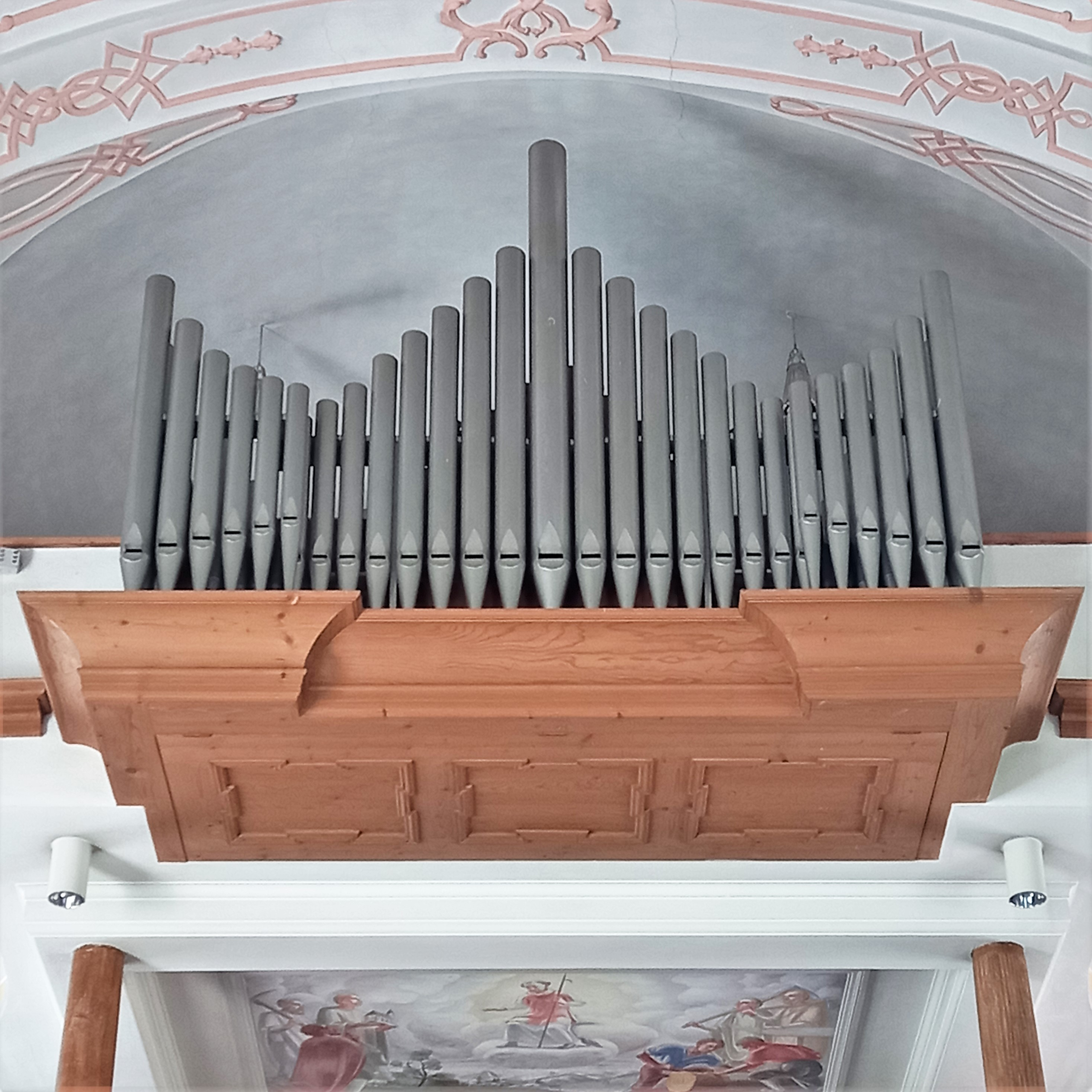
Orgel

Die Orgel mit 16 Registern auf zwei Manualen und Pedal wurde 1961 von Wilhelm Stöberl zusammen mit Franz Wappmannsberger gebaut. Das Werk ist ohne sichtbares Gehäuse, das Rückpositiv ist mit einem Freipfeifenprospekt ausgeführt. Die Disposition lautet:
| I Hauptwerk C–g3 |       |
| Prinzipal        | 8′    |
| Rohrflöte        | 8′    |
| Octave           | 4′    |
| Pommer           | 4′    |
| Nasat            | 2 ⁄3′ |
| Mixtur IV        | 2′    |

| II Positiv C–g3 |        |
| Holzgedackt     | 8′     |
| Spitzflöte      | 8′     |
| Nachthorn       | 4′     |
| Prinzipal       | 2′     |
| Terzian II      | 1 3⁄5′ |
| Oktavzimbel II  |        |

| Pedal C–f1  |     |
| Subbass     | 16′ |
| Oktavbass   | 08′ |
| Choralflöte | 04′ |

- Koppeln: II/I, I/P, II/P
- Spielhilfen: 1 freie Kombinationen,  Tutti, Pedalpiano

Ein Neubau ist in Planung.